# パラグアイの鉄道
パラグアイの鉄道（パラグアイのてつどう）では、パラグアイの鉄道について記す。

## 運営業者
- カルロス・アントニオ・ロペス大統領鉄道

創設者・初代大統領の功績をたたえ、名前を残している。世界的な国有鉄道の呼び名では「○○国鉄」が一般的な中、人名を使っているのは世界でもこのパラグアイ国鉄と隣で接続のあるアルゼンチン国鉄(1948年の第一次鉄道国有化で命名されたウルキサ/ミトレ/サンマルティン/ロカ/ベルグラーノ将軍鉄道及びサルミエント鉄道)のみである。

## 路線概要
- 営業キロ　441km　　全て1.435mm(標準軌)単線非電化
- 創業　1861年
- アスンシオン ～ エンカルナシオン
- 在籍する機関車は全て薪だきの蒸気機関車のみ

国際協力機構の派遣技術者のレポートによれば、1990年代初頭には、車両の老朽化の進行と線路の補修がままならなくなり、時速20km以上の速度が出せない状況になっていた。
2000年代に入ると、全線を通しての旅客列車の運行は中止され、アスンシオンと近郊の間を往復する観光列車のみの運行となった。この列車の切符はエドモンソン式硬券切符であり、薪だきの蒸気機関車が木造の客車2両程度を牽引するというものであった。

## 隣接国との鉄道接続状況
- アルゼンチン - 接続あり エンカルナシオン～ポサーダス パラナ川対岸の町
- ボリビア - 接続なし
- ブラジル - 接続なし